# Norderstedter Modell
Das Norderstedter Modell ist ein kommunales Wohnungsbaukonzept der schleswig-holsteinischen Stadt Norderstedt. Es dient der Schaffung von bezahlbarem Wohnraum für Personen mit Wohnberechtigungsschein sowie für geflüchtete Menschen. Die nach diesem Modell errichteten Gebäude bestehen ausschließlich aus gefördertem Wohnraum und werden in Massivbauweise umgesetzt.

## Hintergrund
Das Modell wurde angesichts des starken Rückgangs an Sozialwohnungen in Norderstedt entwickelt. Ziel ist es, einkommensschwachen Haushalten, insbesondere geflüchteten Personen sowie Menschen mit erschwertem Zugang zum Wohnungsmarkt, eine dauerhafte Perspektive zu bieten.

## Konzept
Das Norderstedter Modell sieht vor, dass die Neubauprojekte zu 100 % im Rahmen der sozialen Wohnraumförderung errichtet werden. Die Wohnanlagen werden überwiegend in Massivbauweise gebaut. Die Belegung der Wohnungen erfolgt gemäß einem festen Schlüssel: Rund 50 % der Wohneinheiten sind für geflüchtete Personen vorgesehen, die übrigen 50 % für andere Berechtigte nach dem Wohnraumfördergesetz. Die Auswahl erfolgt in enger Abstimmung mit der Stadtverwaltung Norderstedt.

## Umsetzung
Das erste Projekt nach dem Norderstedter Modell wurde am Harkshörner Weg im Stadtteil Friedrichsgabe realisiert. Die Fertigstellung erfolgte im Herbst 2022. Ein weiteres Projekt folgte 2023 am Buschweg / Am Knick / Lavendelweg. Weitere Planungen betreffen das Baugebiet Hermann-Klingenberg-Ring, wo bis 2029 rund 40 Wohnungen entstehen sollen.
Trägerin der Bauvorhaben ist die Entwicklungsgesellschaft Norderstedt mbH, die im Auftrag der Stadt agiert. Die Projekte erfolgen in enger Zusammenarbeit mit sozialen Trägern, um die Integration geflüchteter Menschen zu unterstützen.

## Rezeption
Das Modell gilt als pragmatische Lösung für die soziale Wohnraumversorgung in Norderstedt. Es wird von der Stadtverwaltung als effektives Instrument bezeichnet, um kurzfristig und zielgerichtet Wohnraum für benachteiligte Gruppen bereitzustellen.